# Đường tỉnh 154
Đường tỉnh 154 hay tỉnh lộ 154, viết tắt ĐT154 hay TL154, là đường tỉnh ở các huyện Mường Khương, Bắc Hà và Bảo Thắng, tỉnh Lào Cai.
Đường xuất phát từ ngã ba trên Quốc lộ 70 xã Phong Niên , đi hướng bắc, qua các xã Cốc Ly huyện Bắc Hà.
Sau đó qua các xã Tả Thàng, La Pán Tẩn, Lùng Khấu Nhin, tới thị trấn Mường Khương nối vào Đường tỉnh 153 ở ngã ba Nà Bủ, xã Tung Chung Phố, huyện Mường Khương , từ đó đến Quốc lộ 4D theo ĐT153 cỡ 2 km.
Tuyến đường dài 70 km.